# 刺鯊科
刺鯊科（學名：Centrophoridae），又名尖鳍鮫科，是板鰓亞綱角鯊目的其中一科。這個科下只有兩個屬。
刺鯊科一般都是深海鯊魚。當中有一些，如大西洋刺鯊，在世界各地都可以見到及被商業漁獵，但其他的則很罕有及所知甚少。牠們一般都以其他魚類為獵物，有些已知會吃魷魚、八爪魚及蝦。一些物種生活在海底，有些則生活在遠洋。
其下的田氏鯊屬一般都有很長的吻。

## 外部連結
- 刺鯊科 （页面存档备份，存于）